# Equus
Equus es un género de mamíferos perisodáctilos de la familia Equidae. Es el único género superviviente de una familia antaño muy próspera y diversa.
Incluye a caballos, asnos y cebras. Los caballos y los asnos han sido domesticados por el hombre desde la Antigüedad, lo cual ha originado numerosas razas, pero las cebras mantienen su estado salvaje.

## Características
Son animales esbeltos, con las patas largas acabadas en un único dedo, resultado del gran desarrollo del dedo central (tercero) y de la reducción y desaparición de los demás, que persisten , a lo sumo, como rudimentos. Dicho dedo está cubierto por una gran uña denominada casco.
El pelaje tiene un espesor y longitud variables dependiendo de la estación y la especie; existe una crin en el cuello, formada por pelos cortos y erectos en las formas salvajes.
En los asnos salvajes, el pelaje es grisáceo, pero en las cebras posee una característica coloración a base de bandas claras y oscuras.
Poseen entre 36 y 42 dientes, según la fórmula dentaria I 3/3, C 0-1/0-1, P 3-4/3 M 3/3; entre los incisivos y los premolares existe un amplio diastema dividido en dos por los caninos, cuando existen, ya que faltan generalmente en las hembras.

## Especies
- Género Equus
  - Subgénero Equus
    - Equus ferus - caballos.

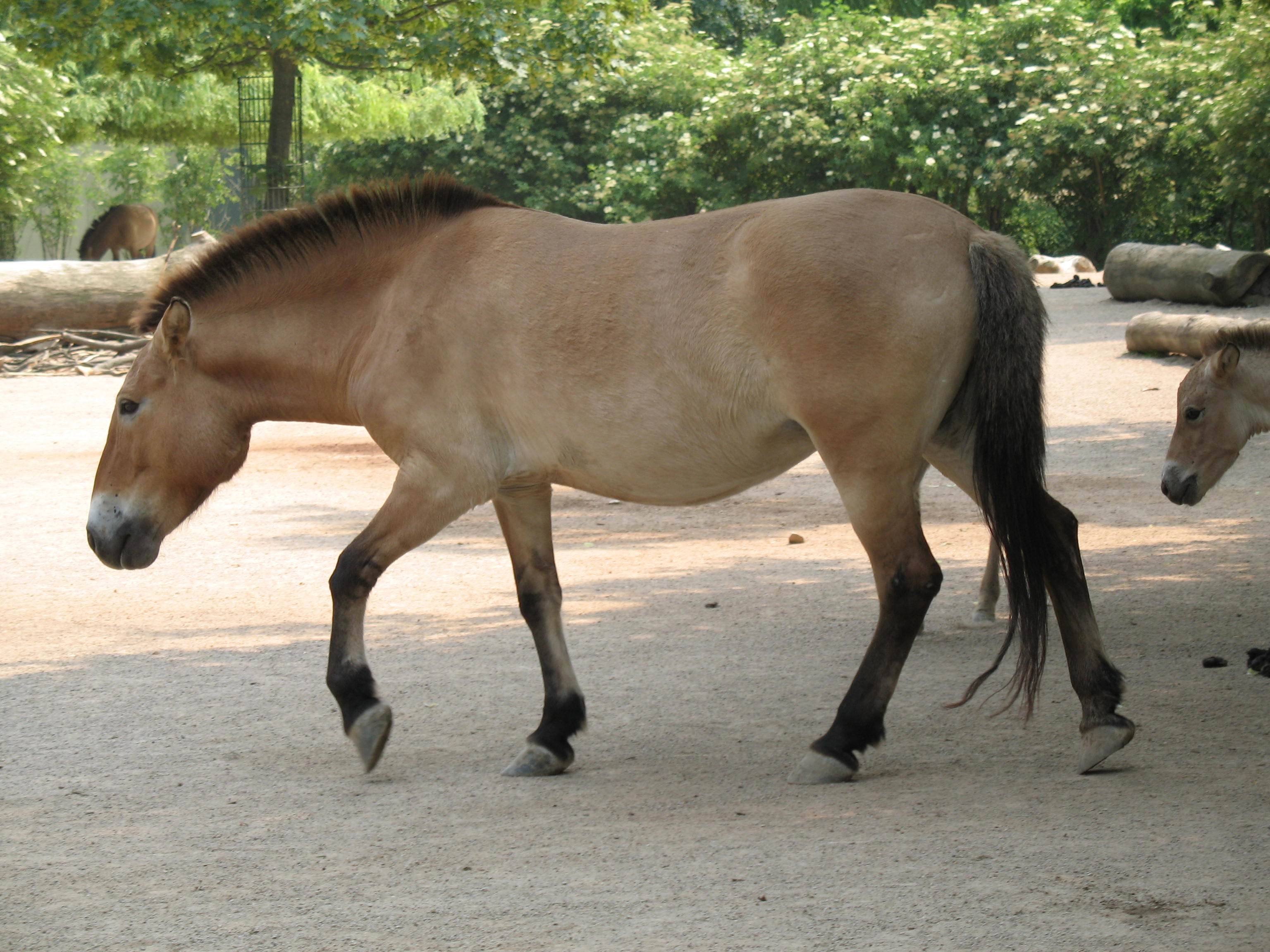
Caballo de Przewalski, el único caballo salvaje que nunca ha sido domesticado.

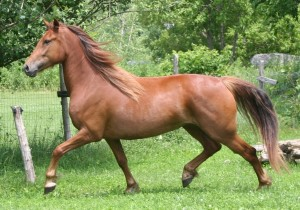
Caballo doméstico.

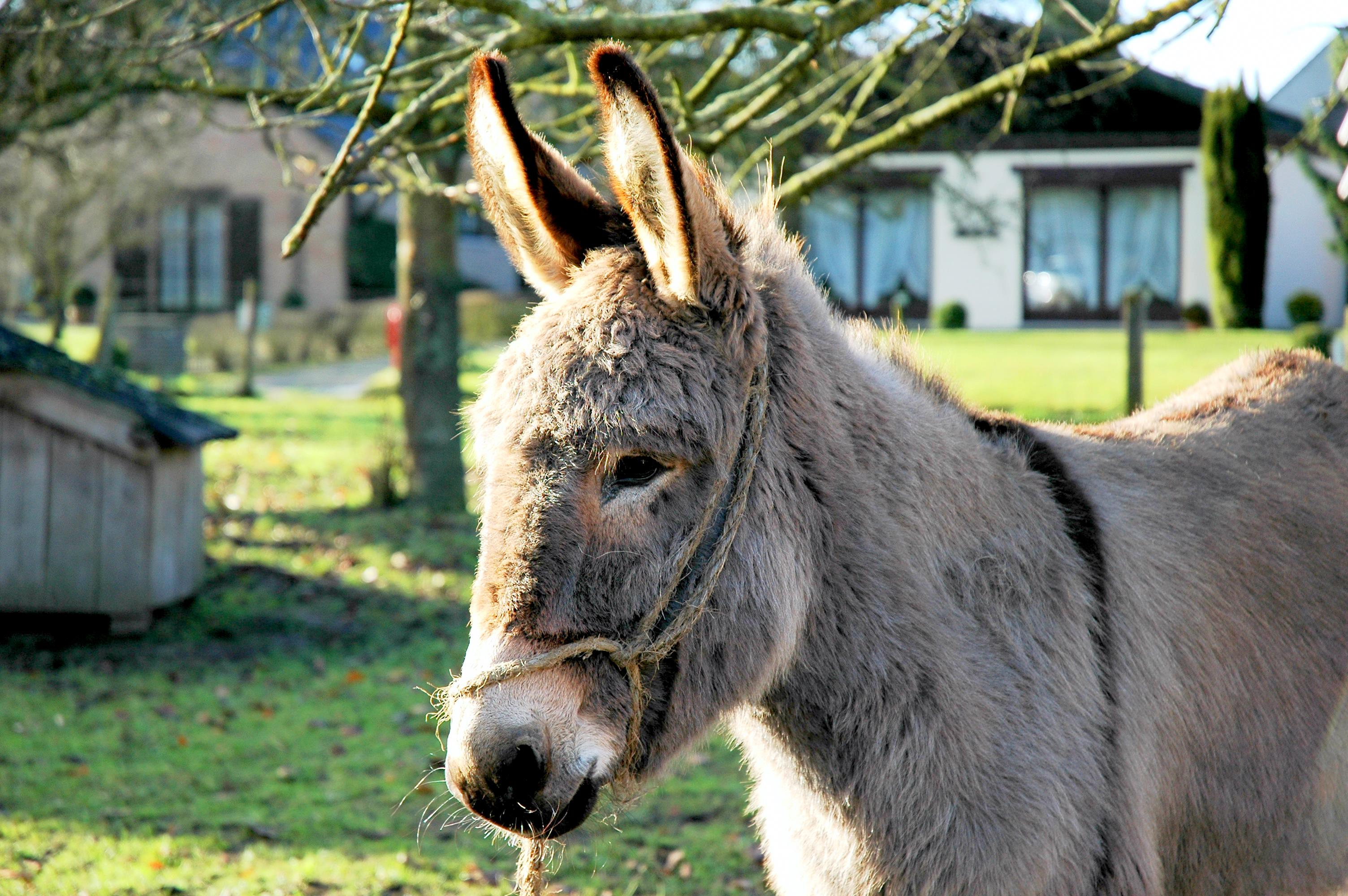
Burro doméstico.

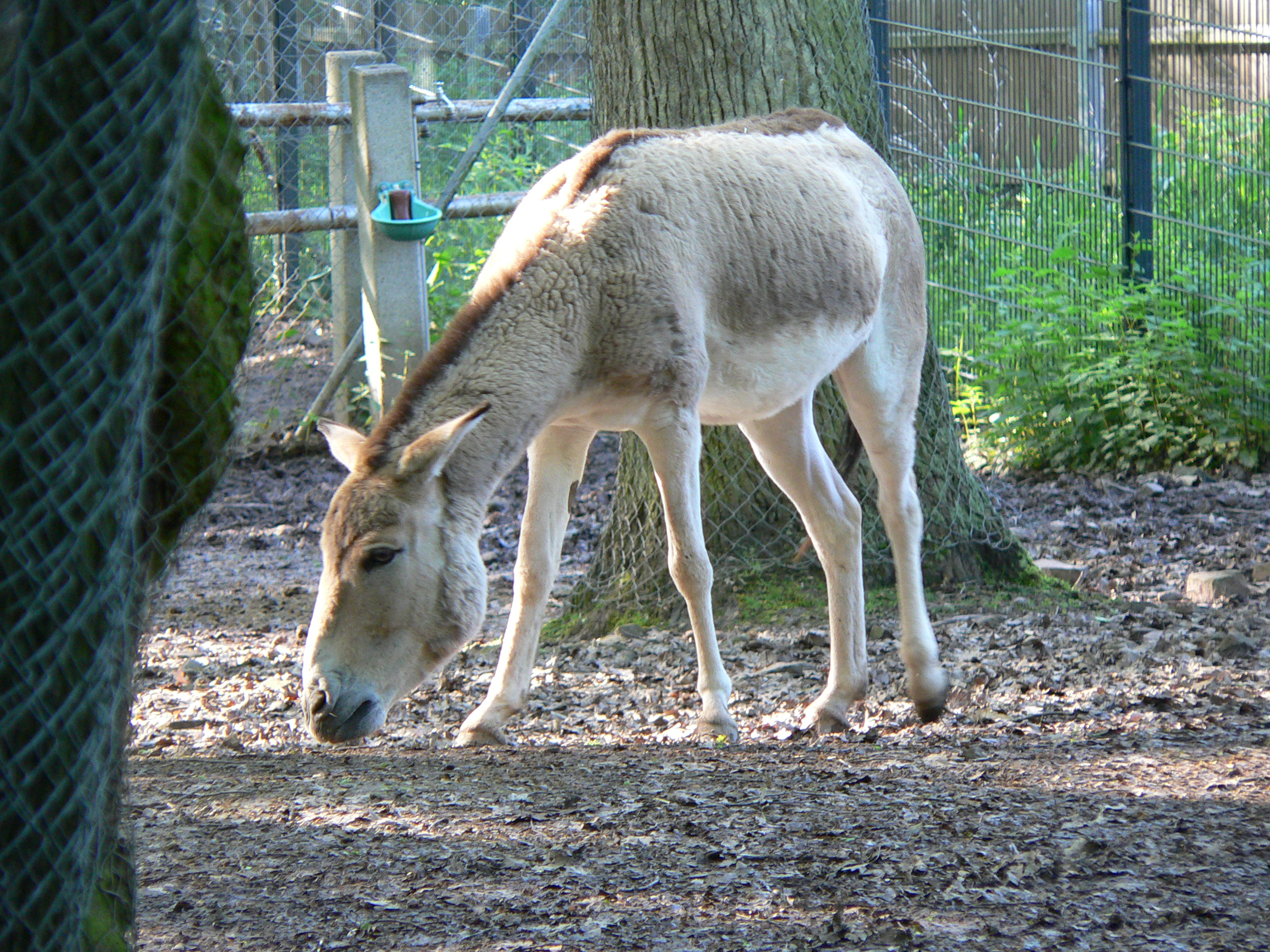
Onagro, una especie de asno salvaje.

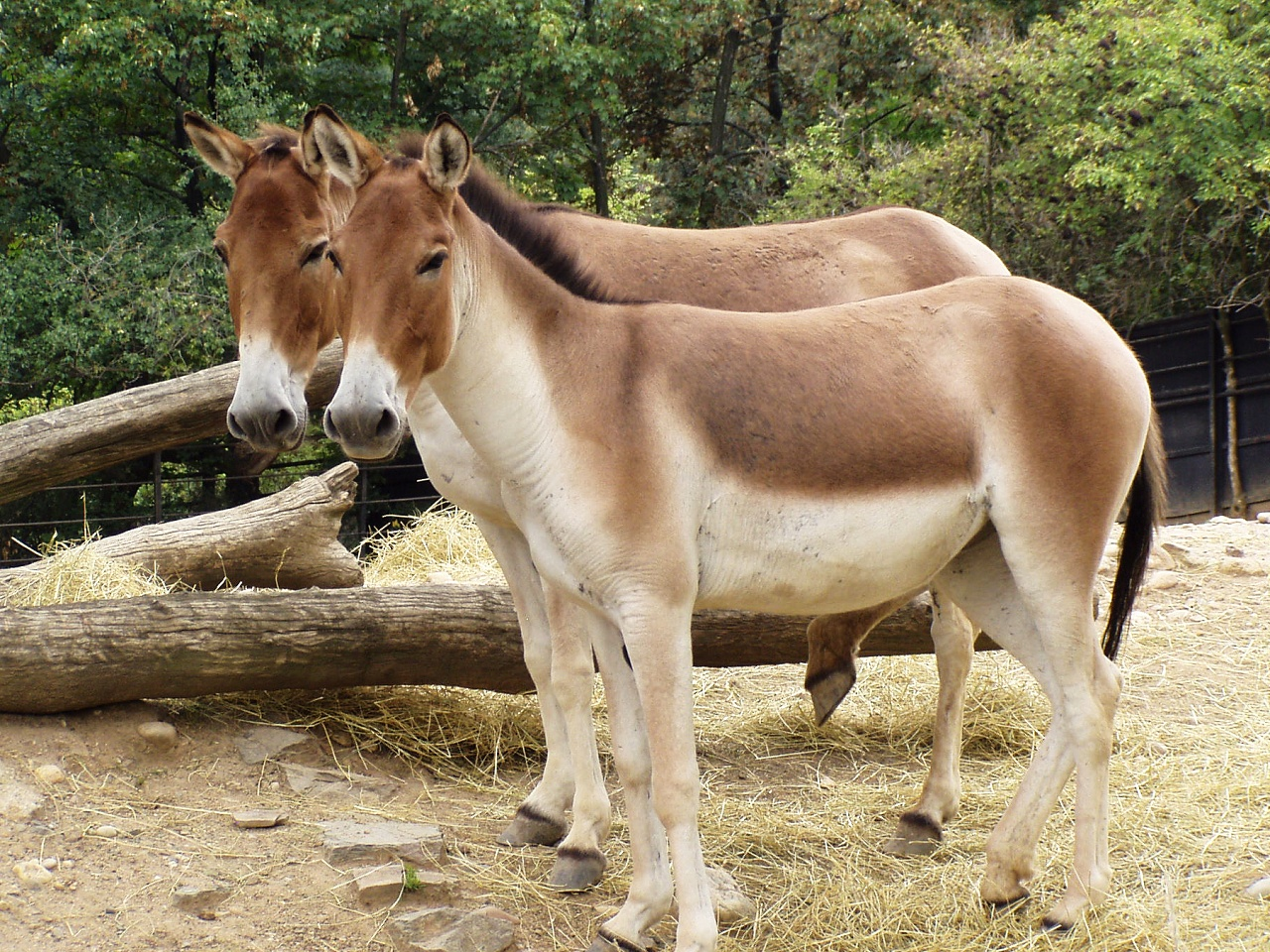
Una pareja de kiang.

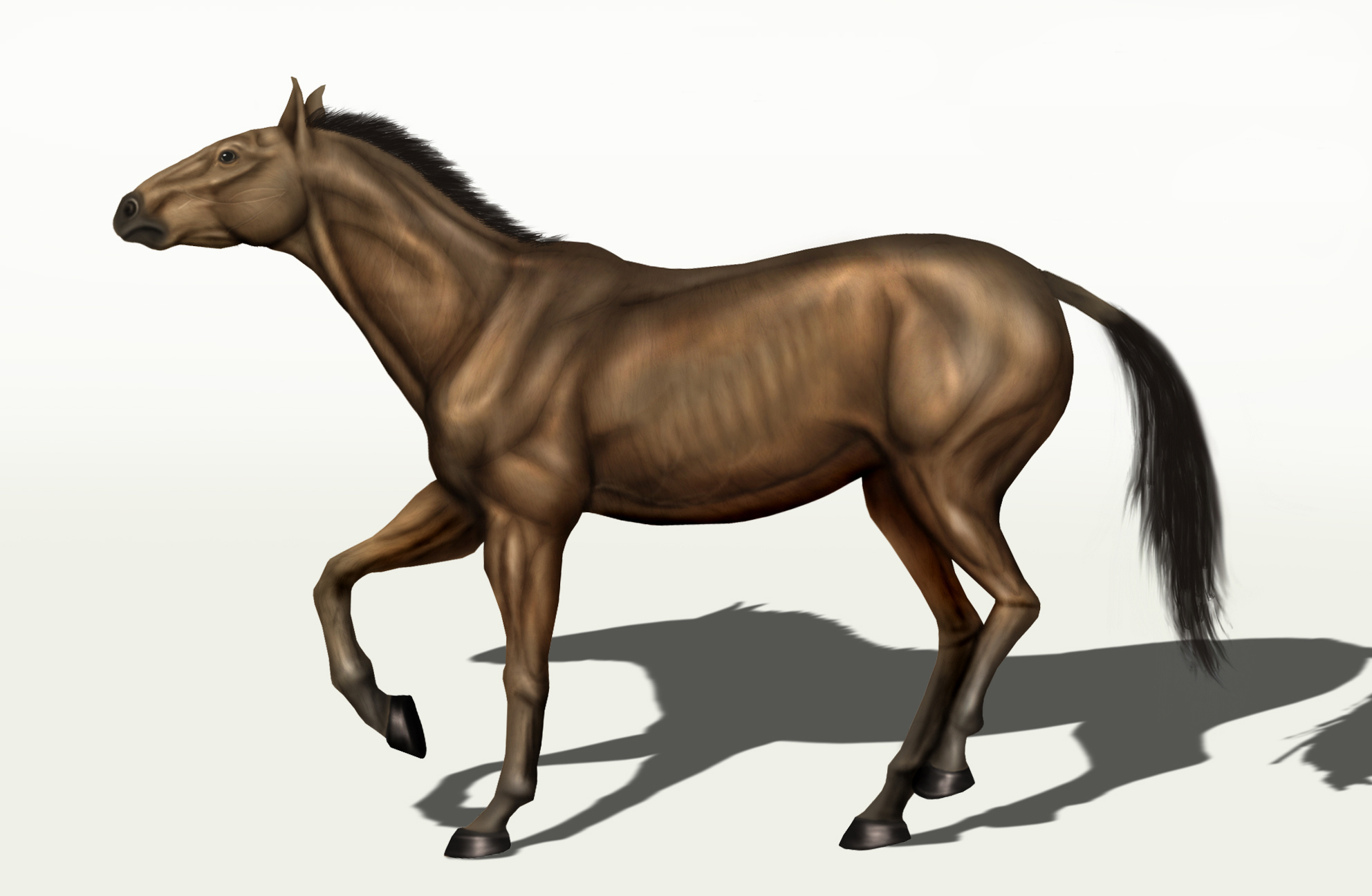
Equus conversidens, un caballo extinto de América.

      - Equus ferus caballus - caballo doméstico (antes denominado Equus caballus).
      - Equus ferus ferus † - tarpán.
      - Equus ferus przewalskii - caballo de Przewalski (también llamado Equus caballus przewalskii).

  - Subgénero Asinus
    - Equus africanus - asno salvaje africano
      - Equus africanus africanus  - asno salvaje de Nubia.
      - Equus africanus atlanticus † - asno salvaje del Atlas.
      - Equus africanus somalicus - asno salvaje de Somalia.
      - Equus africanus asinus - asno doméstico (antes denominado Equus asinus).

    - Equus hydruntinus †
    - Equus hemionus - onagro o asno salvaje asiático.
      - Equus hemionus hemionus - asno salvaje de  Mongolia.
      - Equus hemionus hemippus † - asno salvaje de Siria.
      - Equus hemionus luteus - kulán del Gobi o dziggetai.
      - Equus hemionus kulan - kulán de Turkmenistán.
      - Equus hemionus khur - khur o asno salvaje de la India.
      - Equus hemionus onager - onagro persa.

    - Equus kiang - kiang (contemplado a veces como subespecie de Equus hemionus).
      - Equus kiang kiang - kiang occidental.
      - Equus kiang holdereri - kiang oriental.
      - Equus kiang polyodon - kiang meridional.
      - Equus kiang chu -  kiang septentrional.

    - Equus cumminsii † - asno de Cummins.
    - Equus calobatus † - onagro de patas largas.
    - Equus tau † - onagro pigmeo.
    - Equus lambei † - asno o caballo salvaje del Yukón.

  - Subgénero Dolichohippus
    - Equus grevyi -  cebra de Grevy.

  - Subgénero Hippotigris
    - Equus quagga - cebra común.
      - Equus quagga quagga † - quagga.
      - Equus quagga burchellii - cebra de Burchell.
      - Equus quagga boehmi - cebra de Grant.
      - Equus quagga borensis - cebra de Selous.
      - Equus quagga chapmani - cebra de Chapman.
      - Equus quagga crawshayi - cebra de Crawshay.

    - Equus zebra - cebra de montaña.
      - Equus zebra zebra cebra de montaña del Cabo.
      - Equus zebra hartmannae - cebra de montaña de Hartmann.

  - Subgénero Amerhippus †
    - Equus scotti †
    - Equus niobrarensis †
    - Equus conversidens † - caballo mexicano.

  - Subgénero Parastylidequus †
    - Equus parastylidens † - caballo de Mooser.

  - incertae sedis
    - Equus simplicidens † - caballo de Hagerma (tal vez cercano a Dolichohippus).[2]
    - Equus occidentalis †
    - Equus complicatus †
    - Equus fraternus †
    - Equus excelsus † (subgénero Equus?)
    - Grupo Equus giganteus †
      - Equus giganteus †
      - Equus pacificus †
      - Equus pectinatus †
      - Equus crinidens †

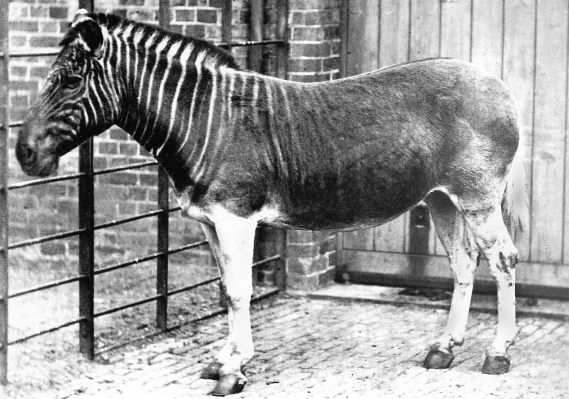
Quagga (extinta)
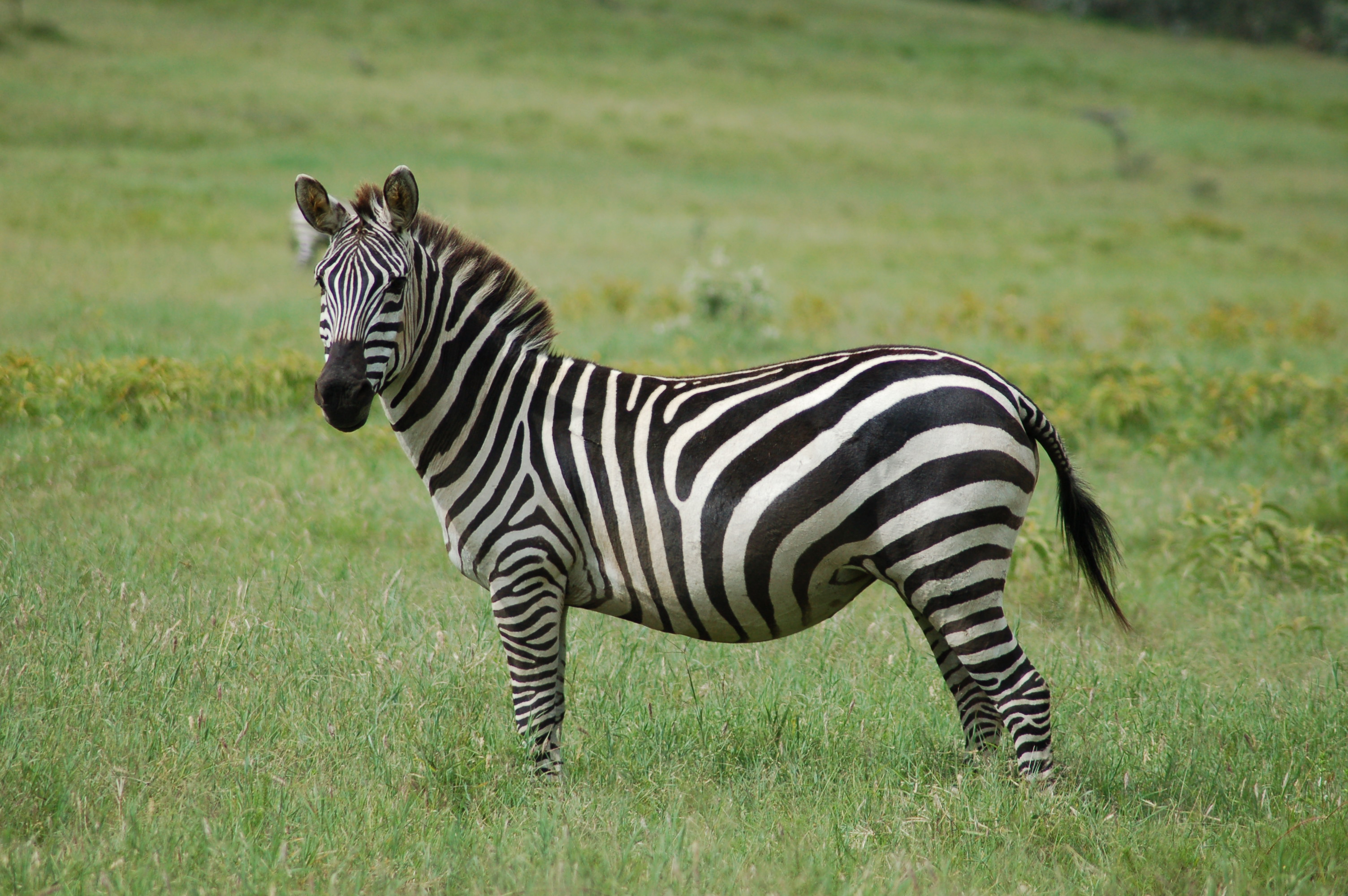
Cebra común
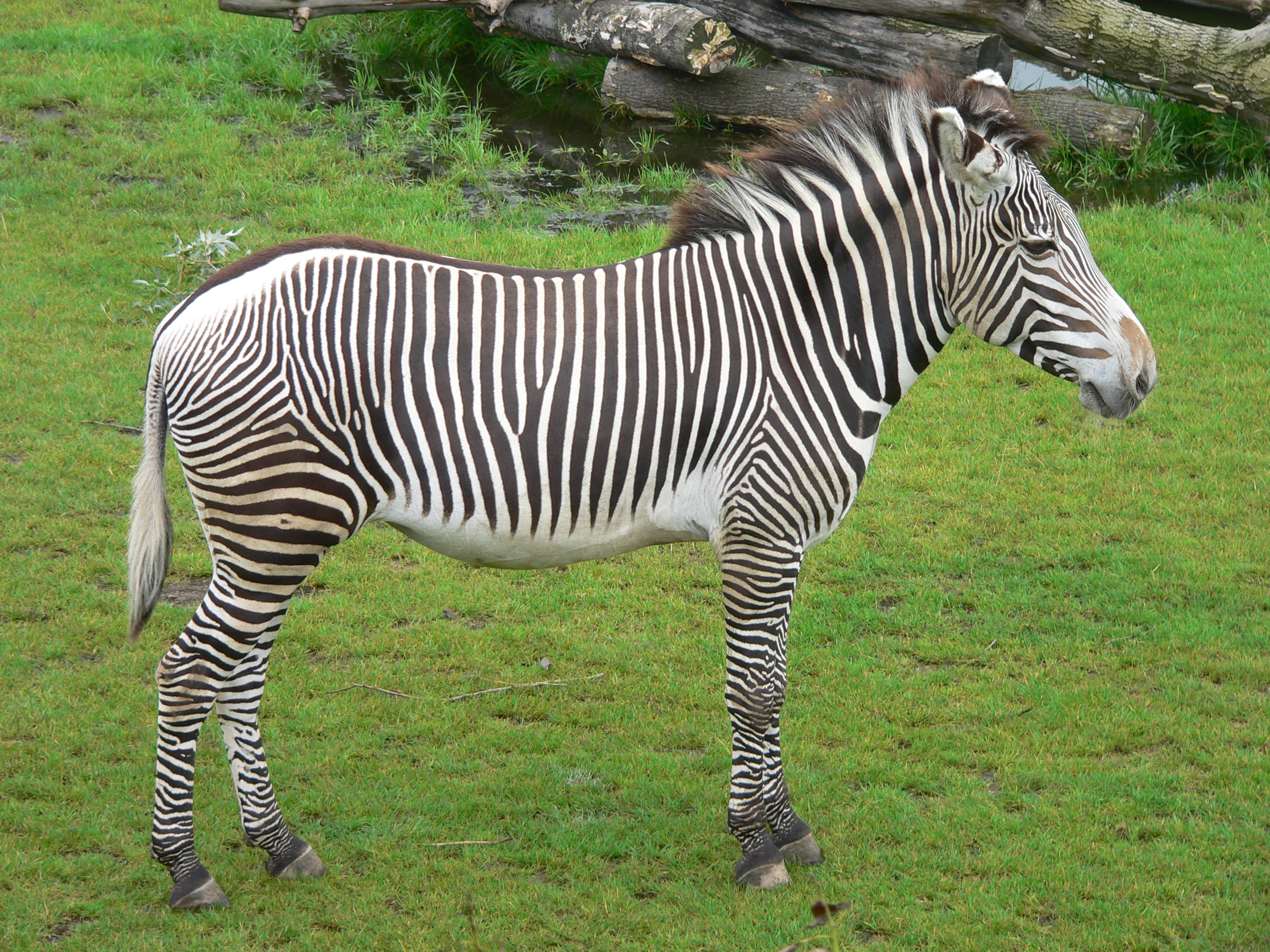
Cebra de Grévy